# 요하네스 알투지우스
요하네스 알투지우스(1563년 디덴스하우젠 – 1638년 8월 12일 엠덴)는 네덜란드-독일계 법학자이자 국가이론가였다. 그는 국민주권론의 핵심적인 발전에 기여한 인물 중 한 명이다. 알투지우스의 이론에 따르면, 통치자는 국민으로부터 권력을 부여받으며, 통치자가 그 권력을 포기하면 권력은 다시 국민에게 돌아간다. 알투지우스는 1603년에 그의 저서 Politica Methodice Digesta를 출간했으며, 1610년과 1614년에 중요한 개정판을 내놓았다.

## 생애와 경력

### 초기 생애와 교육
요하네스 알투지우스는 자인-비트겐슈타인 백국의 농민 가정 출신이다. 그의 아버지 한스 알트하우스는 베를레부르크 시 근처 디덴스하우젠에서 백작의 양모 구매인이자 제분소 소유주였을 가능성이 있다. 알투지우스는 마르부르크 대학교에서 학업을 시작했으며, 그곳에서 먼저 대학 준비 과정(paedagogium)에 참여했다. 이후 쾰른 대학교의 인문학부에 등록하여 일곱 자유과를 공부했다. 그 후 바젤에서 법학을 공부했다. 그곳에서 그는 신학자 요한 야콥 그리네우스의 손님으로 머물렀고, 바실리우스 아머바흐의 인문주의자 그룹과 교류했다. 1585년에서 1586년 사이 제네바로 학업 여행을 떠났을 가능성이 높지만, 이는 입증되지 않았다.

### 학문 및 정치 경력
1586년 바젤에서 법학 박사 학위를 취득한 후, 알투지우스는 같은 해 새로 설립된 칼뱅주의 나사우-딜렌부르크의 헤르보른 아카데미 최초의 법학 교수로 임명되었다. 이 임명은 그의 첫 저서인 De arte Jurisprudentiae Romanae methodice digestae libri II(바젤, 1586) 덕분이었는데, 이 책에서 그는 페트루스 라무스가 개발한 논리학적 방법을 활용했다.
1604년 알투지우스는 "북쪽의 제네바"로 불리던 엠덴 시의 신디쿠스(시 법률 고문)가 되었다. 이 직책에서 그는 엠덴의 상대적 자치권을 제한하려던 동프리슬란트 백작들과 자주 대립했다. 그는 고령이 될 때까지 이 직책을 유지하며, 네덜란드 대학들이 제안한 여러 법학 교수직을 거절하고 사망할 때까지 엠덴에 거주했다.
알투지우스는 1596년에 과부였던 마르가레테 케슬러(본명 노이라트, 1574–1624)와 결혼하여 여섯 자녀를 두었다.

## 학문적 업적
학자들은 알투지우스의 핵심 사상과 개념을 다양한 관점에서 해석해왔다. 예를 들어, 그의 통치 형태, 주권의 정의, 권력 분립에 관한 저술들은 여러 가지로 해석되었다.
알투지우스는 칼뱅주의적 국가관과 자연법 사상의 영향을 받아 이를 바탕으로 자신의 국가 이론을 발전시켰다. 그의 사상은 전통적인 법철학에 기반을 두었지만, 라무스주의의 영향도 받았다.
그의 영향력은 특히 신성 로마 제국의 고전적 자연법 이론 발전에서 두드러졌다. 이 시기의 중요한 저작 중 하나는 1617년에 출간된 Dicaelogicae Libri Tres이다.
저서 Politica Methodice Digesta에서 알투지우스는 공동체(consociationes)를 기반으로 한 국가 및 사회 이론을 전개하였다. 사회는 가족에서 출발하여 여러 중간 공동체를 거쳐 국가로 확장되는 상향적 구조를 형성한다. 이러한 단계적 국가 구조 개념은 근대 초기의 보충성의 원리 구현으로도 해석될 수 있다.
정치사에서 알투지우스의 주권 개념은 장 보댕의 국가 이론에 대한 대안으로 평가된다. 보댕은 최고 입법권이 군주에게 속한다고 보았지만, 알투지우스는 주권 권리를 국가(regnum), 공동체(respublica), 나아가 국민(populus)에게 귀속시켰다.
실천적 측면에서 알투지우스는 국민의 권리가 특별한 관료 또는 감시자 집단에 의해 보호되고 행사되어야 한다고 보았으며, 고대 스파르타의 제도를 본떠 이들을 [감시관]이라 불렀다. 감시관은 최고 통치자를 선출하고, 국민의 대표로서 통치자의 행동을 감시하며, 국민의 권리를 보호하고, 필요시 통치자를 해임하는 역할을 수행한다. 알투지우스는 그의 시대와 역사 속에서 선제후, 각국의 신분 대표, 도시 의회, 고대 로마의 원로원 의원과 보민관 등도 유사한 역할을 수행했다고 보았다.

알투지우스의 국가법 사상은 처음에는 대학에서 알려졌으나, 17세기 절대주의 확대와 함께 그의 영향력은 주로 독일, 네덜란드 및 일부 서유럽 칼빈주의 공동체에 국한되었다.

## 정치적 유산
알투지우스는 19세기 후반까지 대부분 잊혀진 존재였다. 독일의 법사학자 오토 폰 기르케는 1880년 연구서 『요하네스 알투지우스와 자연법적 국가이론의 발전』(독일어 원제: Johannes Althusius und die Entwicklung der naturrechtlichen Staatstheorie, 한국어 번역 없음)을 통해 그를 다시 학계의 주목을 받게 했다. 오토 폰 비스마르크가 독일 통일을 추진할 때, 기르케는 특히 다수결 원칙과 협상에 기반한 알투지우스의 정치 질서 사상을 강조했다.
1932년 칼 요아힘 프리드리히는 Politica의 새로운 축약본을 출간했다. 제2차 세계 대전 후 프리드리히는 연합군 점령하 독일에서 고문으로 활동하며 독일 기본법 제정에 참여했다. 1964년 프레더릭 스미스 카니는 Politica의 축약된 영어 번역본을 출간했다.

## 기념과 사후 평가
1959년 뮌스터에서 설립된 요하네스 알투지우스 협회(Die Johannes-Althusius-Gesellschaft)는 16세기부터 18세기의 자연법 이론과 헌법사를 연구한다.
바트 베를레부르크 시는 1962년에 자신들의 김나지움을 요하네스 알투지우스의 이름으로 명명했다. 또한 엠덴의 김나지움도 1972년에 요하네스-알투지우스-김나지움으로 명명되었다.

## 같이 보기
- 후고 그로티우스
- 요한 알스테드
- 요하너스 보허만

## 참고 문헌

### 주요 저서
- 《Iuris romanis libri duo. Ad leges Methodi Rameae conformati》 (라틴어). Basilea. 1586.
- 《Politica Methodice digesta et exemplis sacris et profanis illustrata: Cui in fine adjuncta est Oratio panegyrica de utilitate, necessitate et antiquitate scholarum》 (라틴어). Herbonae Nassoviorum. 1603.
- Althusius, Johannes (2009). 《La politica: elaborata organicamente con metodo, e illustrata con esempi sacri e profani. Tomo II》 (라틴어). Claudiana. ISBN 978-88-7016-767-2. 1614년 판을 현대적인 조판으로 재수록한 신판. 이 저작의 제1권(Tomo I)은 이탈리아어 번역본임.
- 《Dicaelogicae Libri Tres: Totum et universum Jus, quo utimur Methodicé complectentes》 (라틴어). Herbonae Nassoviorum. 1617.
- 《De civilis Conversationis Libri Duo: Methodicé digesti et exemplis sacris et profanis passim illustrati》 (라틴어). Hanoviae (Hanau). 1601.

### 전체 번역본
- Althusius, Johannes (2009). 《La politica: elaborata organicamente con metodo, e illustrata con esempi sacri e profani. Tomo I》 (이탈리아어). Claudiana. ISBN 978-88-7016-767-2. Francesco Ingravalle, Mauro Povero, Corrado Malandrino가 이탈리아어로 번역. Corrado Malandrino 서문.
- Althusius, Johannes (2023). 《La politique méthodiquement ordonnée et illustrée par des exemples sacrés et profanes》 (프랑스어). Droz. ISBN 978-2-6000-6412-5. Gaëlle Demelemestre가 프랑스어로 번역.

### 판본 및 부분 번역본
- Althusius, Johannes (1964). 《The Politics of Johannes Althusius》 (영어). Boston & (London 1965): Eyre & Spottiswoode. Politica의 영어 축약본. Frederick Smith Carney 번역, Carl J. Friedrich 서문.
- Althusius, Johannes (1995). 《Politica Johannes Althusius. An Abridged Translation of Politics Methodically Set Forth and Illustrated with Sacred and Profane Examples》 (영어). Indianapolis: Liberty Fund. ISBN 978-0-86597-115-8. Politica의 영어 축약본. Frederick S. Carney 번역, Daniel J. Elazar 서문.
- Althusius, Johannes (2013). 《On Law and Power》 (영어). 번역 Jeffrey J. Veenstra. Christian's Library Press (CLP). ISBN 978-1-938948-59-6. Dicaeologica libri tres (1617)의 라틴어-영어 축약 번역.
- Althusius, Johannes (1932). 《Politica Methodice Digesta of Johannes Althusius (Althaus)》 (라틴어). Cambridge: Harvard University Press. 2024년 7월 7일에 확인함.  1614년 제3판의 재판본 - 1603년 초판 서문과 미공개 편지 21편 및 Carl Joachim Friedrich의 서문 포함.
- Janssen, Heinrich & Wyduckel, Dieter (2003). 《Johannes Althusius Politik》 (독일어). Berlin: Duncker & Humblot. ISBN 3-428-11159-1. Politica의 독일어 축약 번역. Althusius 전기 및 최신 문헌 개관 포함.
- Wolf, Erik (1948). 〈Politica methodice digesta 1603〉. 《Grundbegriffe der Politik》 (독일어). Frankfurt am Main: V. Klostermann. Politica의 더 짧은 독일어 번역.
- Althusius, Johannes (1990). 《La política: metódicamente concebida e ilustrada con ejemplos sagrados y profanos》 (스페인어). Madrid: Centro de Estudios Constitucionales. ISBN 84-259-0860-4. 스페인어 번역: Primitivo Mariño (서문 및 비평 주석) 및 Antonio Truyol y Serra (소개).

### 주석서
- von Gierke, Otto (1880). 《Johannes Althusius und die Entwicklung der naturrechtlichen Staatstheorie》 (독일어). Berlin. 원래 'Untersuchungen zur deutschen Staats- und Rechtsgeschichte VII' 시리즈로 출판됨. 이후 여러 출판사에서 재판.
- von Gierke, Otto (1939). 《The Development of Political Theory》 (영어). New York: Howard Fertig. Gierke의 독일어 저서 영어 번역본. Bernard Freyd 번역.
- Kossmann E. (1958). 〈Bodin, Althusius en Parker, of: Over de moderniteit van de Nederlandse opstand〉. 《Opstellen door vrienden en collega's aangeboden aan F.K.H. Kossmann》 (네덜란드어). ’s-Gravenhage: Nijhoff. 79-86쪽. Brummel, L.; Kronenberg, M. E.; de la Fontaine Verwey, H.; Reedijk, C. (eds.).
- Scheuner, Ulrich; Scupin, Hans Ulrich; Wyduckel, Dieter (1973). 《Althusius-Bibliographie: Bibliographie zur politischen Ideengeschichte und Staatslehre, zum Staatsrecht und zur Verfassungsgeschichte des 16. bis 18. Jahrhunderts》 (독일어). Berlin: Duncker & Humblot. ISBN 978-3-428-02971-6. Althusius 문헌에 대한 두 권짜리 서지.
- Miller, David (ed.) (1987). 〈Althusius, Johannes〉. 《The Blackwell Encyclopaedia of Political Thought》 (영어). Oxford: Blackwell. 9-10쪽. ISBN 0-631-14011-5.
- Wyduckel, Dieter (2004). 〈Althusius, Johannes (1563–1638)〉. 《Encyclopedia of protestantism》 (영어). Routledge. 51–53쪽. ISBN 0415924723. Vol. 1, Hans J. Hillerbrand (ed.).
- Pierre Bayle, Johann Christoph Gottsched, Erich Beyreuther (1997). 《Historisches und Critisches Wörterbuch, A–B》 (독일어). Hildesheim: Olms. 169쪽. ISBN 3487047918.
- Lakoff, Sanford (2001). 〈Althusius, Johannes〉. 《Political Philosophy: Theories, Thinkers, and Concepts》 (영어). Washington, D.C.: CQ Press. 221-223쪽. ISBN 1-56802-688-9. Seymour Martin Lipset (ed.).
- Hüglin, Thomas (2006). 《Early Modern Concepts for a Late Modern World: Althusius on Community and Federalism》 (영어). Waterloo: Wilfrid Laurier University Press. ISBN 978-0-88920-767-7.
- Alvarado, Ruben (2018). 《The Debate that Changed the West: Grotius versus Althusius: Including Abridgements of the Politica methodice digesta and De iure belli ac pacis》 (영어). Aalten (Netherlands): Pantocrator Press. ISBN 978-90-76660-51-6.

#### 시
- Peter, Johann (2005). 《Consomme Althusius: Gedichte für Herborn》 (독일어) 1.판. Frankfurt: Nomos. ISBN 3-980-9981-3-4. Anke Eißmann 삽화.

### 연구 문헌

#### 한국어
- 조원홍 (1992). 《Johannes Althusius의 國家論과 法理論 硏究》 (PDF) (박사 학위 논문). 서울대학교. 독일어 초록 pp. 189–191.
- 이상영; 이재승 (2014). 《법사상사》 1개정판. 서울: 한국방송통신대학교 출판문화원. ISBN 978-89-2001-218-1. OCLC 975753415.
- “요하네스 알투시우스[Johannes Althusius, 1557~1638.8.12]”. 《두피디아》. 101013000727161. 2025년 6월 30일에 원본 문서에서 보존된 문서. 2025년 6월 30일에 확인함항목 A
- “요하네스 알투시우스[Johannes Althusius, 1557~1638.8.12]”. 《두피디아》. 250328001941508. 2025년 6월 30일에 원본 문서에서 보존된 문서. 2025년 6월 30일에 확인함항목 B

#### 영어
- Perry, Stanley Joseph (1953). 《The Political Science of Johannes Althusius》 (박사 학위 논문) (영어). New Haven: Yale University.
- Carney, Frederick S. (1960). 《The Associational Theory of Johannes Althusius》 (박사 학위 논문) (영어). Chicago: University of Chicago.
- Drejer, Bert (2023). 《Liberty and Popular Sovereignty: Johannes Althusius (1563-1638) and Humanist Political Thought》 (박사 학위 논문) (영어). Florence: European University Institute.
- Ruokanen, Jukka (2025). 《The Political Theory of Johannes Althusius from a Social-Ontological Perspective: A Philosophical Analysis of the Existence of Social Life, Communities, and the Commonwealth》 (PDF) (박사 학위 논문, JYU Dissertations 913) (영어). Jyväskylä: University of Jyväskylä. ISBN 978-952-86-0618-5.

#### 독일어
- Antholz, Heinz Wernet (1954). 《Die politische Wirksamkeit des Johannes Althusius in Emden》 (박사 학위 논문) (독일어). Köln: Universität Köln.
- Rebstein, Ernst (1955). 《Johannes Althusius als Fortsetzer der Schule von Salamanca: Untersuchungen zur Ideengeschichte des Rechtsstaates und zur altprotestantischen Naturrechtslehre》 (연구) (독일어). Freiburg: Universität Freiburg.
- Feuerherdt, Eckhard (1962). 《Gesellschaftsvertrag und Naturrecht in der Staatslehre des Johannes Althusius》 (박사 학위 논문) (독일어). Köln: Universität Köln.
- Friedrich, Carl J. (1975). 《Johannes Althusius und sein Werk im Rahmen der Entwicklung der Theorie von der Politik》 (독일어). Berlin: Duncker und Humblot.
- Wyduckel, Dieter (1979). 《Princeps legibus solutus: Eine Untersuchung zur frühmodernen Rechts- und Staatslehre》 (독일어). Berlin: Duncker und Humblot. ISBN 3-428-04413-4.
- Holzhauer, Heinz (1991). 〈Johannes Althusius〉. 《Symposion 400 Jahre Hohe Schule Steinfurt》 (독일어). Steinfurt: Stadt Steinfurt. 146–157쪽. Holzhauer, Heinz & Toellner, Richard (eds.), Steinfurter Schriften, 17. 1988년 9월 18-19일 심포지엄 회의록.
- Janssen, Heinrich (1992). 《Die Bibel als Grundlage der politischen Theorie des Johannes Althusius》 (박사 학위 논문) (독일어). Frankfurt am Main: Lang. ISBN 3-631-44147-9.
- Blickle, Peter; Hüglin, Thomas O.; Wyduckel, Dieter (eds.) (2002). 《Subsidiarität als rechtliches und politisches Ordnungsprinzip in Kirche, Staat und Gesellschaft》 (독일어). Berlin: Duncker & Humblot. ISBN 3-428-10634-2.
- Carney, Frederick S. & Schilling, Heinz & Wyduckel, Dieter (2004). 《Jurisprudenz, Politische Theorie und Politische Theologie: Beiträge des Herborner Symposions zum 400. Jahrestag der Politica des Johannes Althusius 1603-2003》 (독일어). Berlin: Duncker & Humblot. ISBN 3-428-11554-6. Beiträge zur politischen Wissenschaft, Band 131. 회의록.
- Koch, Bettina (2005). 《Zur Dis-/Kontinuität mittelalterlichen politischen Denkens in der neuzeitlichen politischen Theorie: Marsilius von Padua, Johannes Althusius und Thomas Hobbes im Vergleich》 (박사 학위 논문) (독일어). Berlin: Duncker & Humblot. ISBN 3-428-11609-7.
- Hohberger, Stefan (2008). 《Vergleich der politischen Theorie und der politischen Systeme des Althusius mit der EU》 (박사 학위 논문) (독일어). Berlin: Duncker & Humblot. ISBN 978-3-428-12592-0.
- Malandrino, Corrado & Wyduckel, Dieter (2010). 《Politisch-rechtliches Lexikon der »Politica« des Johannes Althusius》 (독일어). Berlin: Duncker & Humblot. ISBN 978-3-428-12975-1.
- Knöll, Philip A. (2011). 《Staat und Kommunikation in der Politik des Johannes Althusius: Untersuchungen zur Politikwissenschaft in der frühen Neuzeit》 (박사 학위 논문) (독일어). Augsburg: Augsburgin yliopisto. ISBN 978-3-428-13539-4.
- Wall, Heinrich de (2014). 《Reformierte Staatslehre in der frühen Neuzeit》 (독일어). Berlin: Duncker & Humblot. ISBN 978-3-428-54238-3. Johannes-Althusius-Gesellschaft 회의록.
- Simon, Florian (2019). 《Assoziation und Institution als soziale Lebensformen in der zeitgenössischen Rechtstheorie》 (박사 학위 논문) (독일어). Berlin: Duncker & Humblot. ISBN 3-428-10334-3.

#### 프랑스어
- Demelemestre, Gaëlle (2009). 《Les métamorphoses du concept de souveraineté (XVI ème-XVIII ème siècles)》 (박사 학위 논문) (프랑스어). Paris: Université Paris-Est.
- Demelemestre, Gaëlle (2011). 《Les deux souverainetés et leur destin. Le tournant Bodin-Althusius》. La Nuit surveillée (프랑스어). Paris: Les éditions du Cerf. ISBN 978-2-204-09517-4. ISSN 0298-315X.
- Demelemestre, Gaëlle (2012). 《Introduction à la 'Politica methodice digesta de Johannes Althusius'》. Humanités (프랑스어). Paris: Les éditions du Cerf. ISBN 978-2-204-09783-3. ISSN 1254-9991.

#### 이탈리아어
- Bianchin, Lucia (1998). 《Il concetto di sovranità nella «Politica Methodice digesta» di Johannes Althusius》 (석사 학위 논문) (이탈리아어). Trento: Università di Trento.